# Helophorus oblongus
Helophorus oblongus är en skalbaggsart som beskrevs av Leconte 1850. Helophorus oblongus ingår i släktet Helophorus och familjen halsrandbaggar. Inga underarter finns listade i Catalogue of Life.